# 中村伊一
中村 伊一（なかむら いいち、1920年4月7日 - 2005年4月14日）は日本の実業家。ワコール創業メンバーで、同社副社長や、社団法人京都経済同友会代表幹事、京都証券取引所理事長を務めた。

## 人物
滋賀県近江八幡市出身。八幡商業（現滋賀県立八幡商業高等学校）首席卒業を経て、横浜高等商業学校（現横浜国立大学）卒業、1944年東京商科大学（現一橋大学）卒業。
学徒出陣で満州に渡る。シベリア抑留を経て、母校八幡商業で教鞭をとっていたところ、八幡商業の同級生塚本幸一にさそわれ、相学の先生からの託宣もあり、1949年にワコールの前身である和江商事に入社。1963年から1984年まで副社長を務め、同年取締役相談役に退く。退任は塚本能交を後継社長とするため。1988年取締役相談役を退任し顧問に就任。
1987年塚本社長からの依頼を受け、京都証券取引所理事長に就任。同年運命学、方位学の見地からよくなかった理事長室を移転。職員削減などで合理化を進める一方、「日本がアジアの金融中心地の地位を確保するため、証券取引所は東京証券取引所に一本化すべきだ」との持論を持ち、1997年には「地方証券取引所のあり方を存廃を含めて討議すべきだ」との意見書を証券取引審議会に提出。議論を巻き起こした。5期目の1999年には存廃問題を検討するため、京都証券取引所に特別委員会を設置。2000年には上半期だけで4300万円の黒字を実現したが、同年大阪証券取引所との間で合併解約を締結。2001年3月に閉所式を開催。「悲しいが価値ある解散」との挨拶を述べた。
2001年理事長を退任し勲四等瑞宝章受章。2005年、心不全のため死去。享年85。